# Gorske železnice Indije
Gorske železnice v Indiji so železniške proge, ki so bile zgrajene v gorskih regijah Indije. Izraz vključuje predvsem ozkotirne in metrske železnice v teh regijah, lahko pa vključuje tudi nekatere širokotirne železnice.
Tri proge, Himalajska železnica Darjeeling, gorska železnica Nilgiri in Železnica Kalka-Šimla, so skupaj uvrščene na Unescov seznam svetovne dediščine pod imenom gorske železnice Indije. Še dve, in sicer železnica Matheran Hill in železnica Kangra Valley, sta na poskusnem seznamu Unescove svetovne dediščine. Gorska železnica Nilgiri je tudi edina zobata železnica v Indiji.
Gorske železnice, kot sta proga Džammu–Baramula in železnica Čota Čar Dham, so trenutno v izgradnji, druge pa so v fazi načrtovanja, kot sta proga Šrinagar–Leh in proga Bhanupli–Leh. Vse gorske železnice, zgrajene v zadnjem času, so normalne tirne širine.

## Mesta svetovne dediščine
Tri železnice, himalajska železnica Darjeeling (दार्जिलिंग हिमालयन रेलवे), gorska železnica Nilgiri (नीलगिरी माउंटैन रेलवे) in železnica Kalka–Šimla (शिवालिक हिल रेलवे) so skupaj uvrščene na Unescov seznam svetovne dediščine pod imenom Indijske gorske železnice. Železnica Matheran Hill (माथेरन हिल रेलवे) in železnica Kangra Valley (कांगड़ा वैली रेलवे) sta na poskusnem seznamu Unescov seznam svetovne dediščine.
Osnova Unescovega uvrstitve indijskih gorskih železnic za svetovno dediščino so »izjemni primeri drznih, genialnih inženirskih rešitev za problem vzpostavitve učinkovite železniške povezave skozi razgiban, gorat teren«. Himalajska železnica Darjeeling je bila vpisana leta 1999 in kot prva dobila to čast, ki ji je leta 2005 sledila gorska železnica Nilgiri. Železnica Kalka–Šimla je bila vpisana leta 2008. Tri poti skupaj so bile imenovane po merilih ii in iv, znotraj azijsko-pacifiške regije. Matheran Hill Railway, četrta gorska proga, je bila imenovana in čaka na odobritev mednarodnega organa.

### Himalajska železnica Darjeeling
Himalajska železnica Darjeeling z vzdevkom vlak igrača je ozkotirna železnica širine 610 mm, ki povezuje kraja Siliguri in Darjeeling na dolžini 88 km. Slednji je glavna poletna hribovska postaja in središče cvetočega okrožja za pridelavo čaja v Zahodni Bengaliji. Pot upravljajo Indijske železnice, njena nadmorska višina pa se začne pri 100 m v Siliguriju in se dvigne na približno 2200 m v Darjeelingu. Najvišja nadmorska višina je na postaji Ghoom, 2300 m.
Mesto Siliguri, začetek železniške poti, je bilo leta 1878 povezano s Kalkuto (zdaj Kolkata) prek železnice, medtem ko je dodatno potovanje do Darjeelinga zahtevalo uporabo tongov (konjskih vpreg) po prašni cesti.
Po priporočilih odbora, ki ga je imenoval sir Ashley Eden, so se dela na progi začela leta 1879 in bila dokončana do julija 1881. Proga je bila deležna številnih izboljšav, na primer, da so bili njeni nakloni z leti bolj postopni, da bi se povečala njena okretnost. Do leta 1909–1910 je himalajska železnica Darjeeling prevažala približno 174.000 potnikov in 47.000 ton blaga letno.
Pomembne lastnosti, vključene v linijo, vključujejo štiri zanke (spirale) in štiri cik-cak odseke. Uvedba podstavnih vozičkov je omogočila zamenjavo osnovnih štirikolesnih vozičkov, ki so se prej uporabljali za podporo in stabilnost. Leta 1897 je močan potres poškodoval železnico, zaradi česar je bila potrebna obnova proge, vključno z obsežnimi izboljšavami proge in postaj. Nadaljnja modernizacija je potekala kot del severovzhodne mejne železniške cone. Večino vlakov na progi še vedno poganjajo parni stroji, vendar se za poštni vlak Darjeeling Mail uporablja sodoben dizelski motor.ref name=tea>»The Loop, Agony Point, Darjeeling [Hill Railway]«. British Library Online Gallery. Arhivirano iz spletišča dne 4. junija 2011. Pridobljeno 21. februarja 2010.</ref> Železnica je znana po svojih oznakah na ključnih razglednih točkah, ki označujejo lokacije z naslovi, kot sta Agony Point in Sensation Corner. Druga značilnost so spirale na strmih gričih, ki nudijo slikovit pogled na spodnje doline.
Leta 1999 je progo Darjeeling kot prvo priznal UNESCO in jo uvrstil na seznam svetovne dediščine. Pogoj za uvrstitev na seznam je bil, da se na progi še naprej uporabljajo parne lokomotive.

### Gorska železnica Nilgiri
Gorska železnica Nilgiri je 46 km dolga,  metrske tirne širine. Povezuje mesto Mettupalajam s hribovsko postajo Udagamandalam (Ootacamund). Proga je znotraj zvezne države Tamil Nadu in poteka skozi hribovje Nilgiri, ki je popularno znano kot Modre gore južne Indije. Nilgiri je edina zobata železnica v Indiji in uporablja sistem ABT. Sistem ABT zahteva uporabo posebnih parnih lokomotiv. Proga vsebuje 208 ovinkov, 16 predorov in 250 mostov, zaradi česar pot navzgor traja približno 290 minut (4,8 ure), medtem ko pot navzdol traja 215 minut (3,6 ure).
Sprva je bilo mesto Coonoor končna postaja na progi, septembra 1908 pa so jo podaljšali do Fernhilla, ki mu je do 15. oktobra 1908 sledil Udagmandalam. Sistem je opisal Guilford Lindsey Molesworth v poročilu iz leta 1886: [12]
Dve različni funkciji – prva vleka z oprijemom kot pri običajni lokomotivi; drugič vleka z zobniki, ki delujejo na gosenice. Zavore so štiri – dve ročni zavori, ki delujeta na trenje; in dve delujeta tako, da preprečujeta prosto uhajanje zraka iz cilindra in tako uporabljata stisnjen zrak pri zaviranju napredovanja motorja. Prve se uporabljajo za ranžiranje, druge pa za spuščanje po strmih klancih. Ena od ročnih zavor deluje na kolesa na običajen način, druga pa na žlebičaste površine osi zobnika, vendar se lahko uporablja na mestih, kjer je položena letev.
Edinstvena značilnost proge, ki je še vedno v celoti delujoča, je, da njena najstarejša in najbolj strma proga uporablja tehnologijo zobate letve. Trenutno je proga dolga 7,2 km, do vznožne postaje Kallar, kjer se začne del z normalnim tirom. Tirniški del se konča na železniški postaji Coonoor. Najdaljši predor tega odseka meri 97 m. Pot ima naklon 1:12,5 do Coonoorja, mimo Coonoorja do končne postaje pa ima prevladujoči naklon 1:23.
Gorska železnica Nilgiri je bila julija 2005 vpisana na Unescov seznam svetovne dediščine.

### Železniška proga Kalka–Šimla
Železnica Kalka–Šimla poteka med Kalko in Šimlo. Železnica je dolga 95,66 km, njena tirna širina je 762 mm. Šimla je sodobna prestolnica Himačal Pradeša in je na nadmorski višini 2205 m v vznožju Himalaje. Leta 1864 je postala poletna prestolnica Britanske Indije, služila pa je tudi kot sedež britanske vojske v Indiji.
Do izgradnje železnice je bil edini dostop do Šimle po vaškem kolovozu. Železniško progo je zgradila železniška družba Delhi–Ambala–Kalka, ki se je začela leta 1898 v hribih Sivalik in je bila dokončana leta 1903.
Železnica Kalka–Šimla ima 103 predore in 864 mostov. Številni mostovi so večločni in spominjajo na starorimske akvadukte, en most, ki se razteza 18,29 m, pa je izdelan iz ploščatih nosilcev in jeklenih nosilcev. Naklon proge je 1:33 ali 3 % in ima 919 krivulj, z najostrejšo pri 48 stopinjah (polmer 37,47 m). Proga se povzpnejo od 656 m do vrha 2076 m v Šimli. Najdaljši predor na progi je predor Barog (št. 33), ki je dolg 1144 m in povezuje Dagšai in Solan. Zanke v Taksalu, Gummanu in Dharampurju pomagajo doseči bolj položne naklone.
Železnica Kalka–Shimla se je leta 2008 pridružila linijam Nilgiri in Darjeeling kot območje svetovne dediščine.

## Območja svetovne dediščine - poskusni seznam

### Železnica Matheran Hill
Železnica Matheran Hill je ozkotirna železnica tirne širine 610 mm na razdalji 21 km med Neralom in Matheranom v Zahodnih Gatih.
Njeno gradnjo je vodil Abdul Peerbhoy, financiral pa njegov oče Sir Adamjee Peerbhoy iz skupine Adamjee. Pot je bila zasnovana leta 1900, gradnja pa se je začela leta 1904 in dokončala leta 1907. Prvotne tirnice so bile zgrajene s tirnicami 30 lb/yd, kasneje pa so bile posodobljene na tirnice 42 lb/yd. Do 1980-ih je bila železnica med monsunsko sezono zaprta (zaradi povečane nevarnosti plazov), zdaj pa je odprta vse leto. Upravlja ga Central Railways.
Edinstvena značilnost proge so njeni podkvasti nasipi. Pomembne značilnosti poti vključujejo postajo Neral, prvo na poti; odsek Herdal Hill; strma stopnja Bhekra Khud; predor enega poljuba (edini predor na poti, ki si je vzdevek prislužil, ker je predor ravno dovolj dolg, da si s partnerjem izmenjata poljub); vodovodna postaja, ki ne obratuje več; Mountain Berry, ki ima dva ostra cik-caka; Panorama Point; in končno, konec poti na bazarju Matheran. Njen prevladujoči naklon je 1:20 (5 %), njeni ostri zavoji pa zahtevajo omejitev hitrosti na 20 km/h.

### Železnica Kangra Valley
Železnica v dolini Kangra je ozkotirna železnica tirne širine 762 mm na razdalji 163 km med Pathankotom in Džoginder Nagarjem, območjem, znanim po svoji naravi in starodavnih hindujskih svetiščih, v podhimalajski regiji. Najvišja točka na tej progi je na postaji Ahdžu na nadmorski višini 1291 m, končna točka v Džoginder Nagarju pa je na 1189 m.
Proga, ki je del severne železnice, je bila načrtovana maja 1926 in predana v uporabo leta 1929. Proga ima 971 unikatno oblikovanih mostov in dva predora. Dve posebej pomembni mostni strukturi sta jekleni ločni most čez Reond nalah in gredni most čez reko Banganga. Čeprav je naklon proge na splošno blag, je kritični doseg s strmimi pobočji na 142 kilometru, ki je dolg 210 m in ima naklon 1:19 ter pristopne naklone 1: 31 in 1:25. Končni odsek med Baidžnathom in Džogindernagarjem ima naklon 1:25.

## Druge železnice

### Linija Džamu–Baramula
Proga Džamu–Baramula ima tirno širino 1676 mm, ki se gradi v Indiji za povezavo zvezne države Džamu in Kašmir s preostalo državo. Železnica se začne iz Džamuja in bo potovala do Baramule.
Pot prečka glavna potresna območja in je izpostavljena ekstremnim temperaturam mraza in vročine ter negostoljubnemu terenu, zaradi česar je zahteven inženirski projekt. Železniška proga se gradi od leta 2002, ko je bila razglašena za nacionalni projekt. Povezovala bo zimsko prestolnico države Džamu s poletno prestolnico Šrinagar in naprej do Baramule.

## Predlagane železnice
Proga Šrinagar–Leh je predlagana železniška proga, ki naj bi potekala od postaje Šrinagar preko mesta Kargil do Leha, ki jo upravljajo Indijske železnice. Proga je bila 26. februarja 2013 razglašena za nacionalni projekt.
Proga Bhanupli–Leh je predlagana železniška proga, ki naj bi povezala Bhanupli v Pandžbu z Lehom v regiji Ladak v Indiji. Pričakuje se, da bo proga do dokončanja postala najvišji železniški tir na svetu in tako presegla trenutni rekord kitajske železnice Qinghai–Tibet.
Železnica Čota Čar Dham ima dve različni progi v obliki črke Y, ki obsega: železnico Doivala–Dehradun–Utarkaši–Maneri Gangotri, dolga 131 km; železnica Utarkashi–Palar Jamunotri, 22 km pot s povezavo "Y" razcepa v Utarkašiju od zgornje železnice Gangotri; železnica Karnaprajag–Saikot–Sonprajag Kedarnath, dolga 99 km; in železnica Saikot–Džošimath Badrinath, 75 km s povezavo "Y" razcepa v Saikotu od zgornje železnice Kedarnath. Železniška proga Rišikeš–Karnaprajag, ki je tudi v izgradnji, je nova razširitev železniške povezave od obstoječe železniške postaje Rišikeš do Karnaprajaga zgornjega sistema.
Proga Sivok–Rangpo je predlagana železniška proga, ki naj bi povezala mesti Sevoke v Zahodni Bengaliji in Rangpo v Sikimu ter povezala Sikim z indijskim železniškim omrežjem. V prihodnosti naj bi jo razširili na Gangtok in indijsko-kitajsko mejo.